# Berghofer Mihály
Berghofer Mihály (18. század – 19. század) püspök.
Választott szerbiai püspök és győri nagyprépost, előbb apátkanonok és plébános volt Sopronban.

## Művei
- Rede… in Oedenburg gehalten. Oedenburg, (1795.)
- Predigt, welche an die von den WW. EE. Jungfrauen des Ordens der heil. Ursula in Oedenburg begangene Feyerlichkeit der Hiligsprechung ihrer Stifterin, der heiligen Angela Merici gehalten wurde. Uo. 1808.
- Anrede gehalten an die bewaffneten Bürger-Corps. Uo. 1810.
- Urlaubs-Rede. Uo. 1821.
- Trauer-Rede. (Győr, 1821. Schwarzenberg hg. halálára.)
- Ehren-Rede. (Győr, 1824.)
- Trauer-Rede auf den Tod sr. Em. Fürst Alexander Rudnay in Gran am 27. Okt. 1831. Gran.